# Propulsion (cheval)
Propulsion est un cheval de course américain, né en 2011, participant aux courses de trot. Il avait battu le record d'Europe avec une réduction kilométrique de 1'08"1 avant d'en être déchu comme toutes ses performances suédoises après dévoilement de névrectomie, et que Horsy Dream ne batte finalement ce temps le 26 mai 2024 dans l'Elitloppet en affichant la réduction de 1'08"0. 

## Carrière
Né dans la pourpre dans le même haras que la grande Moni Maker, Propulsion (alors nommé Deyrolle) fait tomber le marteau à $ 250 000 lors des ventes de yearlings de Lexington. Il réalise dans son pays natal, les États-Unis, une première partie de carrière marquée par sa régularité (14 victoires en 33 sorties), mais d'un niveau relativement modeste, puisque le poulain ne prend pas part aux grandes joutes générationnelles. Il est toutefois suivi par le Suédois Daniel Redén, que son prix yearling avait rebuté, mais qui débourse $ 210 000 aux ventes de Red Mile 2015 pour le faire courir dans son pays. Propulsion, alors âgé de 4 ans, se révèle aussitôt, enchaînant six victoires consécutives. En 2016, il éclate au plus haut niveau et remporte le premier groupe 1 auquel il participe, le Finlandia Ajo, avant d'atteindre la finale de l'Elitloppet remportée par Nuncio. Cette année-là, il passe aussi pour la première fois sous la barre des 1'09 lors de la première de ses trois victoires dans le Hugo Åbergs Memorial. En fin d'année, il vient en France disputer le meeting d'hiver de Vincennes, mais il montre ses limites, échouant dans les cinq épreuves auxquelles il participe, malgré une notable quatrième place dans le Prix d'Amérique de Bold Eagle. De retour en Scandinavie, il termine deuxième de Timoko dans l'Elitloppet, avant de défrayer la chronique avec un chrono exceptionnel de 1'08"1 dans le Hugo Åbergs Memorial, signant là un nouveau record d'Europe quelques semaines après le retentissant 1'08"4 de Bold Eagle dans son éliminatoire de l'Elitloppet. Pour son retour à Vincennes à l'hiver 2017/2018, il monte sur le podium des Prix d'Amérique et de France, respectivement remportés par Readly Express et Bélina Josselyn. Une nouvelle fois battu en finale pour sa troisième tentative dans l'Elitloppet (par l'Italien Ringostarr Treb), Propulsion réalise toutefois une année remarquable avec quatre groupe 1 à la clé, devançant Readly Express à deux reprises, dans l'Åby Stora Pris et l'UET Trotting Masters. En 2019, il ne participe qu'au seul Prix d'Amérique à Vincennes, où il termine cinquième, puis échoue au pied du podium dans l'Elitloppet, mais remporte un quatrième Norrbottens Stora Pris, un deuxième Åby Stora Pris et une deuxième finale de l'UET Trotting Masters. À l'orée de ses neuf ans, Propulsion semble pourtant en fin de carrière lorsqu'il termine dans l'anonymat du peloton du Prix d'Amérique, mais sans même avoir fait une rentrée depuis Vincennes, il décroche enfin le graal dans l'Elitloppet, pour sa cinquième tentative.   

## L'affaire de la névrectomie
Deux jours seulement après le triomphe de Propulsion dans l'Elitloppet, le journal norvégien Trav Og Galopp Nytt révèle que le cheval a subi une névrectomie au début de sa carrière, lorsqu'il se produisait encore aux États-Unis, quelques mois avant son exportation. Cet acte chirurgical, très rarement pratiqué et invisible à l'œil nu, consiste en la section d'un nerf afin de soulager le cheval d'une douleur. S'il est autorisé outre-Atlantique, il est formellement interdit en Europe, bien que son effet ne dure qu'un an ou deux. Propulsion n'aurait donc jamais dû être importé en Suède. À la suite de ces révélations, Daniel Redén (qui, plaidant la bonne foi, affirme ne pas avoir eu connaissance de cette névrectomie qui aurait ôté tout intérêt à l'acquisition du cheval) et les vendeurs du cheval (qui affirment l'avoir dûment notifiée) se rejettent la responsabilité, sur fond de mauvaise communication entre les autorités américaines et suédoises. Svensk Travsport (la société mère du trot suédois), interdit aussitôt à Propulsion de se produire en compétition le temps de l'enquête, tandis que les propriétaires de ses adversaires en courses demandent une indemnisation rétrospective. Le 29 octobre 2020, Propulsion se voit rétrospectivement disqualifié des 45 courses qu'il a disputées en Suède, déchu de tous ses titres, soit notamment 11 groupe 1, et son entourage est condamné à restituer quelque 3 millions d'euros d'allocations. Il est en outre privé de son agrément d'étalon. D'autres jugements lui font subir le même sort en ce qui concerne les courses disputées hors de Suède. Il est disqualifié de ses courses en France en décembre 2021.

## Palmarès
Suède
- Elitloppet (Gr.1, 2020)
- Norrbottens Stora Pris (Gr.1, 2016, 2017, 2018, 2019)
- Hugo Åbergs Memorial (Gr.1, 2016, 2017, 2018)
- Åby Stora Pris (Gr.1, 2018, 2019)
- Olympiatravet (Gr.1, 2019)
- Aarjängs Stora Sprinterlopp (Gr.2, 2018)
- C.L. Müllers Memorial (Gr.2, 2018)
- 2e Åby Stora Pris (Gr.1, 2016)
- 2e Elitloppet (Gr.1, 2017, 2018)
- 2e Arjangs Stora Sprinterlopp (Gr.2, 2017)
- 2e Hugo Åbergs Memorial (Gr.1, 2019)
- 3e Sundsvall Open Trot (Gr.1, 2017)
- 3e Konung Carl Xvi Gustafs Silverhäst (Gr.2, 2018)
- 4e Elitloppet (Gr.1, 2019)
- 5e Elitloppet (Gr.1, 2016)

 Finlande
- Finlandia Ajo (Gr.1, 2016)
- 2e Finlandia Ajo (Gr.1, 2017)

 Europe
- UET Trotting Masters (Gr.1, 2018)

## Au haras
Propulsion entame sa carrière de reproducteur en 2018, proposant ses services au tarif de 120 000 SEK la saillie. Mais son agrément d'étalon lui est retiré deux ans plus tard à la suite de l'affaire de la névrectomie.   

## Origines
Le pedigree exceptionnel de Propulsion explique en partie son prix relativement élevé pour un yearling trotteur. Il est en effet par le crack et grand étalon Muscle Hill 1'08 et la championne Danae 1'11, lauréate de l'Hambletonian Oaks et des American National Stakes. Danae s'est aussi signalée au haras en donnant naissance à la classique D'Orsay, 1'09 (par Yankee Glide), notamment 3e de Maven en 2013 dans la Breeders Crown des juments (en), et à la classique Dream Together (par Muscle Hill), lauréate des Matron Stakes, 3e des Hambletonian Oaks, de la Breeder's Crown des pouliches de 3 ans et du Kentucky Futurity (en). En 2019, Daniel Redén acquiert à Lexington le propre frère de Propulsion, nommé Damien, pour la somme de $ 1 000 000, ce qui en fait le deuxième yearling trotteur le plus cher de l'histoire des ventes publiques, après un autre poulain vendu $ 1 100 000 lors de la même vente. 
| Origines de Propulsion | Origines de Propulsion | Origines de Propulsion | Origines de Propulsion |
| ---------------------- | ---------------------- | ---------------------- | ---------------------- |
| Père Muscle Hill 2006  | Muscles Yankee 1995    | Valley Victory         | Baltic Speed           |
| Père Muscle Hill 2006  | Muscles Yankee 1995    | Valley Victory         | Valley Victoria        |
| Père Muscle Hill 2006  | Muscles Yankee 1995    | Maiden Yankee          | Speedy Crown           |
| Père Muscle Hill 2006  | Muscles Yankee 1995    | Maiden Yankee          | Wistful Yankee         |
| Père Muscle Hill 2006  | Yankee Blondie 1996    | American Winner        | Super Bowl             |
| Père Muscle Hill 2006  | Yankee Blondie 1996    | American Winner        | B.J.'s Pleasure        |
| Père Muscle Hill 2006  | Yankee Blondie 1996    | Yankee Bambi           | Hickory Pride          |
| Père Muscle Hill 2006  | Yankee Blondie 1996    | Yankee Bambi           | Yankee Duchess         |
| Mère Danae 2004        | Andover Hall 1999      | Garland Lobell         | ABC Freight            |
| Mère Danae 2004        | Andover Hall 1999      | Garland Lobell         | Gamin Lobell           |
| Mère Danae 2004        | Andover Hall 1999      | Amour Angus            | Magna Force            |
| Mère Danae 2004        | Andover Hall 1999      | Amour Angus            | Kenwood Scamper        |
| Mère Danae 2004        | Deanella Hanover 1991  | Valley Victory         | Baltic Speed           |
| Mère Danae 2004        | Deanella Hanover 1991  | Valley Victory         | Valley Victoria        |
| Mère Danae 2004        | Deanella Hanover 1991  | Della Hanover          | Speedy Count           |
| Mère Danae 2004        | Deanella Hanover 1991  | Della Hanover          | Delicious              |